# Gornja Brckovčina
Gornja Brckovčina – wieś w Chorwacji, w żupanii kopriwnicko-kriżewczyńskiej, w mieście Križevci. W 2011 roku liczyła 160 mieszkańców.